# Дастін Пфундхеллер
Дастін Пфундхеллер (16 травня 1986) — американський стоматолог, визнаний американцем, який найчастіше подорожує, і людиною віком до 40 років, яка найчастіше подорожує у світі.

## Навчання
Дастін народився 1986 року в родині Райни та Боба Пфундхеллерів з Алтуни, штат Вісконсін, США. Він навчався в Університеті Вісконсін-Рівер-Фоллз і Стоматологічному коледжі Університету Флориди.

## Кар'єра
Кар'єра Дастіна почалася зі стоматологічної практики в Сінгапурі, де він пропрацював шість років. У грудні 2020 року лікар Пфундхеллер відкрив у Маямі стоматологічну клініку The Smile Mission, орієнтовану на доступ до послуг за доступною ціною.

## Подорожі та визнання
Дастін відвідав усі країни світу та увійшов до Книги рекордів Гіннеса як наймолодшій людині, яка досягла цього рубежу у 2017 році. Він також був визнаний туристичним веб-сайтом Nomad Mania американцем, який найбільше подорожує, і 8-м серед мандрівників за кількістю відвіданих країн світу. Дастін відвідав 1160 із 1301 географічних регіонів, визначених сайтом. Ці досягнення примітні тим, що він сам фінансував власні подорожі. Також він використовував додаток для знайомств Tinder, щоб допомогти в організації поїздок. Під час своїх подорожей лікар Пфундхеллер часто надавав стоматологічні послуги в місцях з обмеженим доступом до послуг стоматології. Останньою країною, яку відвідав Пфундхеллер, був Ізраїль, для в'їзду в який потрібно було передати його справу до верховного суду країни.

## Суперечка
Пфундхеллера розкритикували за опубліковане ним відео, в якому він хвалив владу Малайзії, яка впоралася з пандемією COVID-19, і критикував висвітлення ситуації в новинах Al Jazeera.